# 歐陽栢
歐陽栢（1531年—1605年），字惟承，號茂野，晚號十藪主人，湖廣承天府潛江縣人，民籍，明朝政治人物。

## 生平
嘉靖四十年（1561年）辛酉科湖廣鄉試第十一名舉人，隆慶二年（1568年）中式戊辰科會試第一百九十九名，三甲第一百九十七名進士。授浙江義烏縣知縣，六年（1572年）升刑科給事中，萬曆元年（1573年）巡視京營，條陳營務六事，二年（1574年）八月升吏科右給事中，三年（1575年）六月升戶科左給事中，七月出為福建布政使司左參議，六年（1578年）三月升雲南按察司副使，居滇未二年罷歸。三十三年（1605年）卒。

## 著作
著有《樹穀堂稿》、《十藪筆錄》。

## 家族
原籍江西吉安府安福縣，至其父歐陽綸徙居潛山。曾祖歐陽俊；祖父歐陽淑謙；父歐陽綸。前母張氏；母陳氏；繼母任氏。從子歐陽東鳳。